# Jahresbescheinigung
Die Jahresbescheinigung über Kapitalerträge und Veräußerungsgewinne aus Finanzanlagen war eine durch Banken in Deutschland jährlich zu erstellende Zusammenstellung von einkommensteuerlich relevanten Informationen. Letztmals wird die Jahresbescheinigung für das Steuerjahr 2008 erstellt. Mit der Einführung der Abgeltungsteuer entfällt die Jahresbescheinigung. 

## Inhalt
Inhalt und Aussehen der Jahresbescheinigung ist vorgeschrieben. Da keine Bank vom amtlichen Muster abweichen darf, ist die Jahresbescheinigung bei jeder Bank gleich aufgebaut.
Die Jahresbescheinigung gliedert sich in zwei Bereiche:
Im ersten Teil werden die Einkünfte aus Kapitalvermögen (Deutschland) für die Anlagen KAP und AUS zur Einkommensteuererklärung ausgewiesen.
Der zweite Teil enthält die getätigten privaten Veräußerungsgeschäfte gemäß § 22 mit § 23 EStG für die Anlage SO zur Einkommensteuererklärung. 

## Verwendung
Die Jahresbescheinigung soll dem Steuerpflichtigen helfen, seine Steuererklärung zu erstellen und ist ein Kontrollinstrument der Finanzbehörden. Eine Jahresbescheinigung erhalten nur inländische natürliche Personen. Kunden mit nur geringen Erträgen erhalten sie  nicht zwingend automatisch, sondern ggf. nur auf Anforderung.
Die Jahresbescheinigung ist nicht zu verwechseln mit (Jahres-)Steuerbescheinigungen, diese dienen der Anrechnung einbehaltener Abschlagssteuern.
Bei Unstimmigkeiten kann das Finanzamt die Vorlage der Jahresbescheinigungen verlangen.

## Geschichte
Die Jahresbescheinigung war in § 24c EStG a.F. geregelt. Grund für die Einführung der Jahresbescheinigung war seinerzeit das bevorstehende Urteil des Bundesverfassungsgerichts, das die Besteuerung von Spekulationsgewinnen aus Veräußerungsgeschäften mit Wertpapieren mangels Kontrollmöglichkeit der Finanzbehörden für verfassungswidrig erklären sollte.